# بيت سودى (أرحب)

تعديل مصدري - تعديل

بيت سودى هي إحدى قرى عزلة زندان بمديرية أرحب التابعة لمحافظة صنعاء، بلغ تعداد سكانها 16 نسمة حسب تعداد اليمن لعام 2004.